# Земеево
Земеево (баш. Йәмәй) — деревня в Чекмагушевском районе Башкортостана, относится к Имянликулевскому сельсовету. 

## Население
| 2002 | 2009 | 2010 |
| ---- | ---- | ---- |
| 128  | ↗136 | ↘130 |

Национальный состав
Согласно переписи 2002 года, преобладающие национальности — татары (53%), башкиры (45%)

### Известные люди
Здесь родился Ханов, Рафил Лутфуллинович (род. 1946) — советский спортсмен и тренер по тяжёлой атлетике.

## Географическое положение
Расстояние до:
- районного центра (Чекмагуш): 23 км,
- центра сельсовета (Имянликулево): 3 км,
- ближайшей ж/д станции (Буздяк): 90 км.